# Horní Beřkovice
Horní Beřkovice település Csehországban, a Litoměřicei járásban. Horní Beřkovice Spomyšl, Kostomlaty pod Řípem, Černouček, Jeviněves és Cítov településekkel határos. Lakosainak száma 967 fő (2024. január 1.).

## Népesség
A település lakosságának változását az alábbi diagram mutatja:
| Lakosok száma | 639  | 649  | 1497 | 1559 | 1036 | 948  | 921  | 930  | 955  | 967  |
|               | 1869 | 1890 | 1921 | 1950 | 1980 | 2001 | 2017 | 2019 | 2022 | 2024 |